# Ma'in (ville)
 (avril 2023).
Ma'in (en arabe : الجديدة) est une ville en Jordanie.